# سیارک ۲۰۱۵۶
سیارک ۲۰۱۵۶ (به انگلیسی: 20156 Herbwindolf، نامگذاری:1996TU11) بیست هزار و صد و پنجاه و ششمین سیارک کشف شده‌است که در ۱۳ اکتبر ۱۹۹۶ کشف شد.
قدر مطلق سیارک برابر ۱۱٫۲ است.